# Zau de Câmpie
Zau de Câmpie [ˈzau de ˈkɨmpie] (alte Schreibweise Zau de Cîmpie; ungarisch Mezőzáh oder Záh) ist eine Gemeinde im Kreis Mureș in der Region Siebenbürgen in Rumänien.
Der Ort ist auch unter den rumänisch veralteten Bezeichnungen Zăul de Câmpie, Zau und Moinești bekannt. Unter der Bezeichnung Moinești war der Ort um das Jahr 1926 nur für kurze Zeit bekannt.

## Geographische Lage

Lage der Gemeinde Zau de Câmpie im Kreis Mureș

Die Gemeinde Zau de Câmpie liegt in der Siebenbürgischen Heide (Câmpia Transilvaniei) – Teil des Siebenbürgischen Becken – im Westen des Kreises Mureș am Pârâul de Câmpie ein rechter Zufluss des Mureș (Mieresch). An der Kreisstraße (Drum județean) DJ 151 und der Bahnstrecke Luduș–Măgheruș Șieu befindet sich der Ort Zau de Câmpie 20 Kilometer nördlich der Kleinstadt Luduș (Ludasch) und etwa 50 Kilometer nordwestlich von der Kreishauptstadt Târgu Mureș (Neumarkt am Mieresch) entfernt.

## Geschichte
Der Ort Zau de Câmpie wurde 1339 erstmals urkundlich erwähnt und war im Mittelalter vorwiegend von Rumänen bewohnt.
Archäologische Funde auf dem Areal des Gemeindezentrums deuten in die Bronze- und Römerzeit; ebenfalls in die Römerzeit deuten Funde bei Cireșaș auf dem Areal des eingemeindeten Dorfes Bărboși (ungarisch Mezőszakál).
Im Königreich Ungarn gehörten die Orte der heutigen Gemeinde dem Stuhlbezirk Marosludas in der Gespanschaft Torda-Aranyos und anschließend dem historischen Kreis Mureș und ab 1950 dem heutigen Kreis Mureș an.

## Bevölkerung
Die Bevölkerung der Gemeinde Zau de Câmpie entwickelte sich wie folgt:
| 1850 | 1.787 | 1.371 | 151 | - | 265            |
| 1920 | 2.757 | 1.893 | 523 | 2 | 339            |
| 1977 | 4.051 | 3.371 | 475 | 2 | 203            |
| 2002 | 3.509 | 2.777 | 306 | - | 426            |
| 2011 | 3.236 | 2.577 | 240 | 2 | 417            |
| 2021 | 3.108 | 2.465 | 177 | 2 | 464 (310 Roma) |

Seit 1850 wurde auf dem Gebiet der heutigen Gemeinde die höchste Einwohnerzahl 1977 ermittelt. Die höchste Anzahl der Rumänen (3.958) wurde 1966, die der Roma (425) wurde 2002, die der Magyaren (671) 1910 und die der Rumäniendeutschen (41) 1900 registriert.

## Sehenswürdigkeiten
- In Zau de Câmpie das gesamte Anwesen des Schlosses der ungarischen Adelsfamilie Ugron, 1911 errichtet und dessen dendrologische Park, und ein Anwesen in der Str. Republicii nr. 5 im 19. Jahrhundert errichtet, stehen unter Denkmalschutz.[9]
- Im eingemeindeten Dorf Bărboși die Holzkirche[10] und eine katholische Kapelle.[11]
- Auf dem Areal der Gemeinde befindet sich das etwa 0,4 Hektar große Naturschutzgebiet Bujorii de stepă Zau de Câmpie (Fremde Pfingstrose). Diese ist durch die Weltnaturschutzunion IUCN als Schutzgebiet der Kategorie IV eingestuft.[12]
- Auf dem Stausee des Pârâul de Câmpie[13] wird Fischzucht und -fang betrieben.

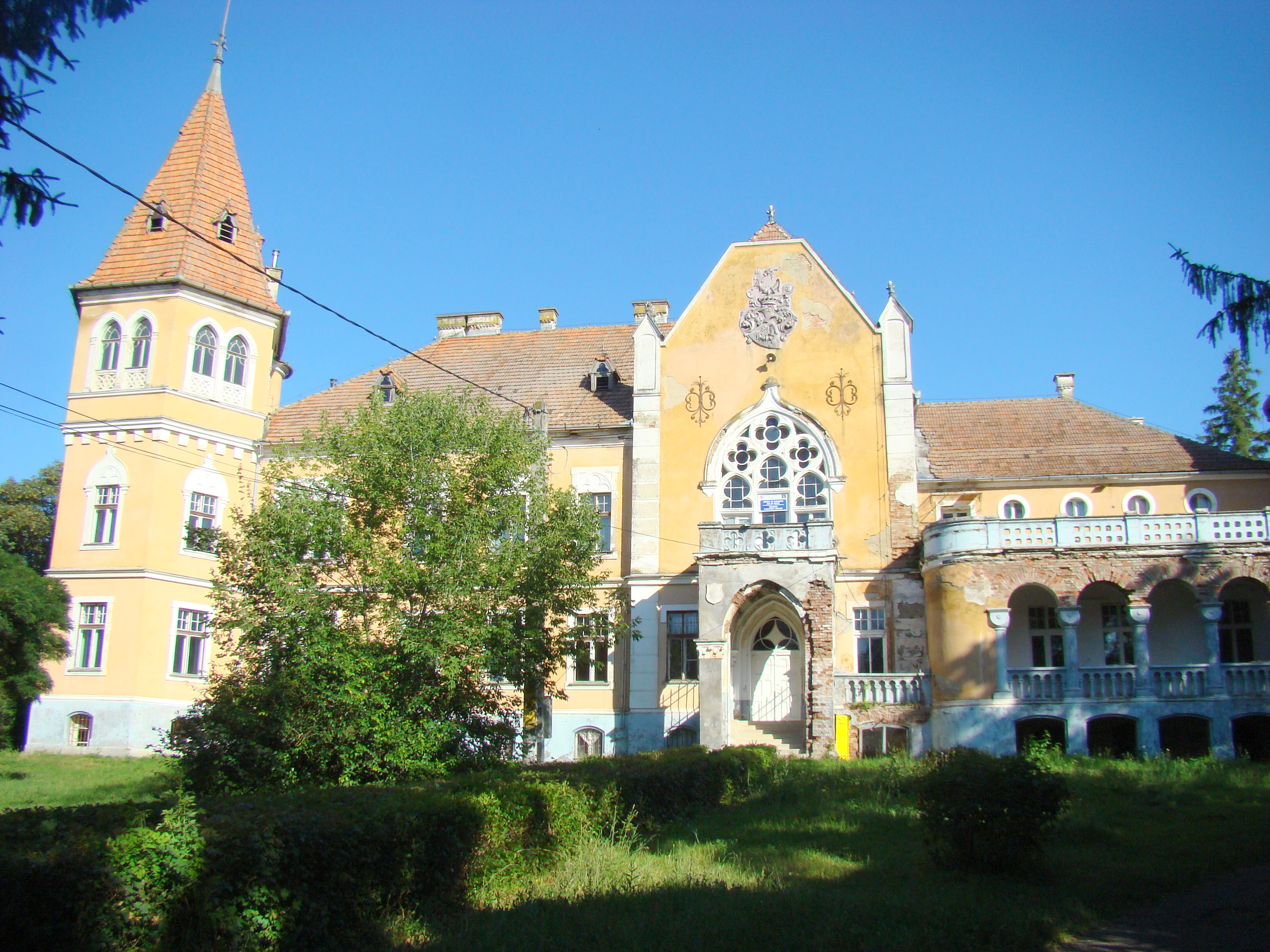
Das Urgon-Schloss
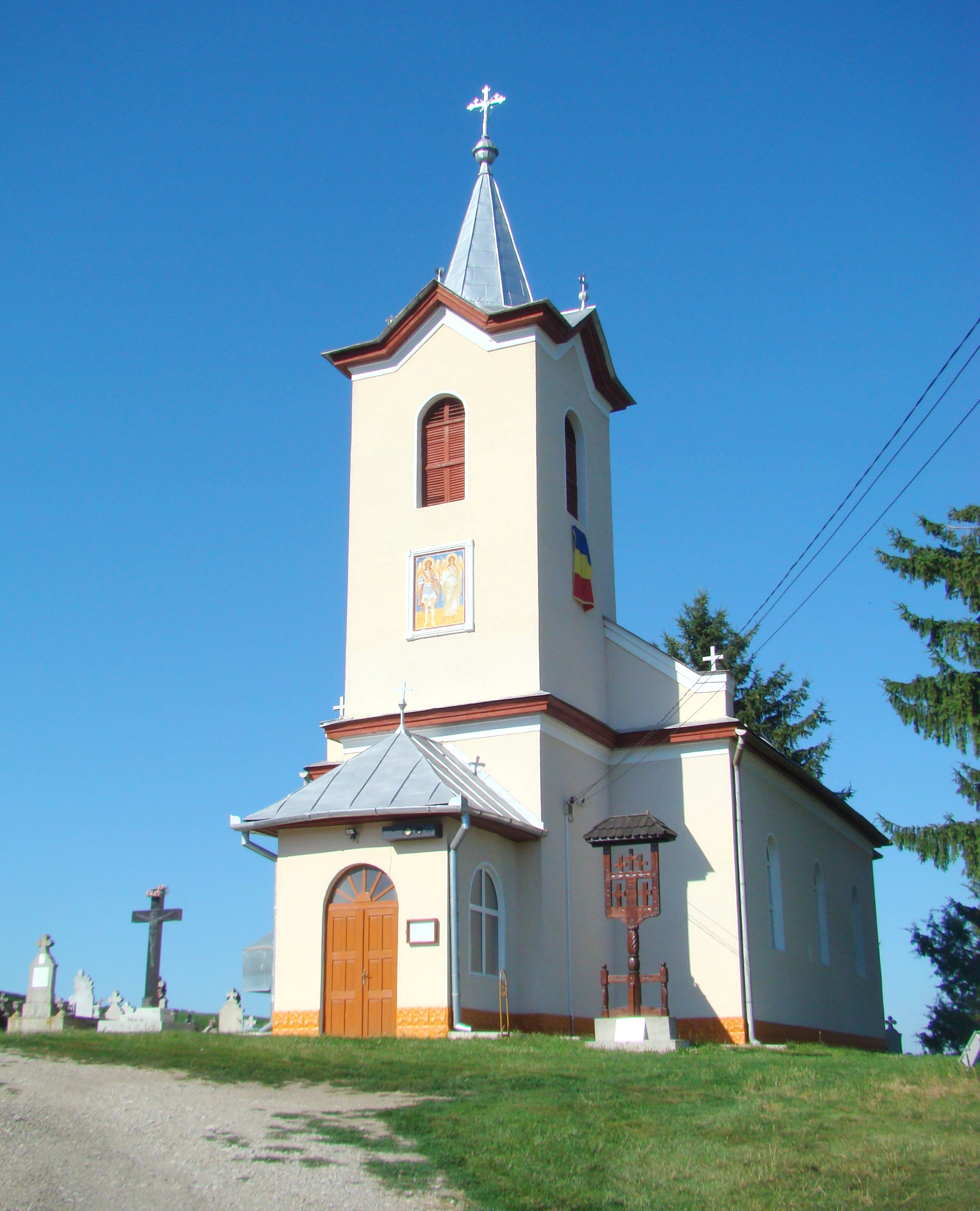
Orthodoxe Kirche in Zau de Câmpie
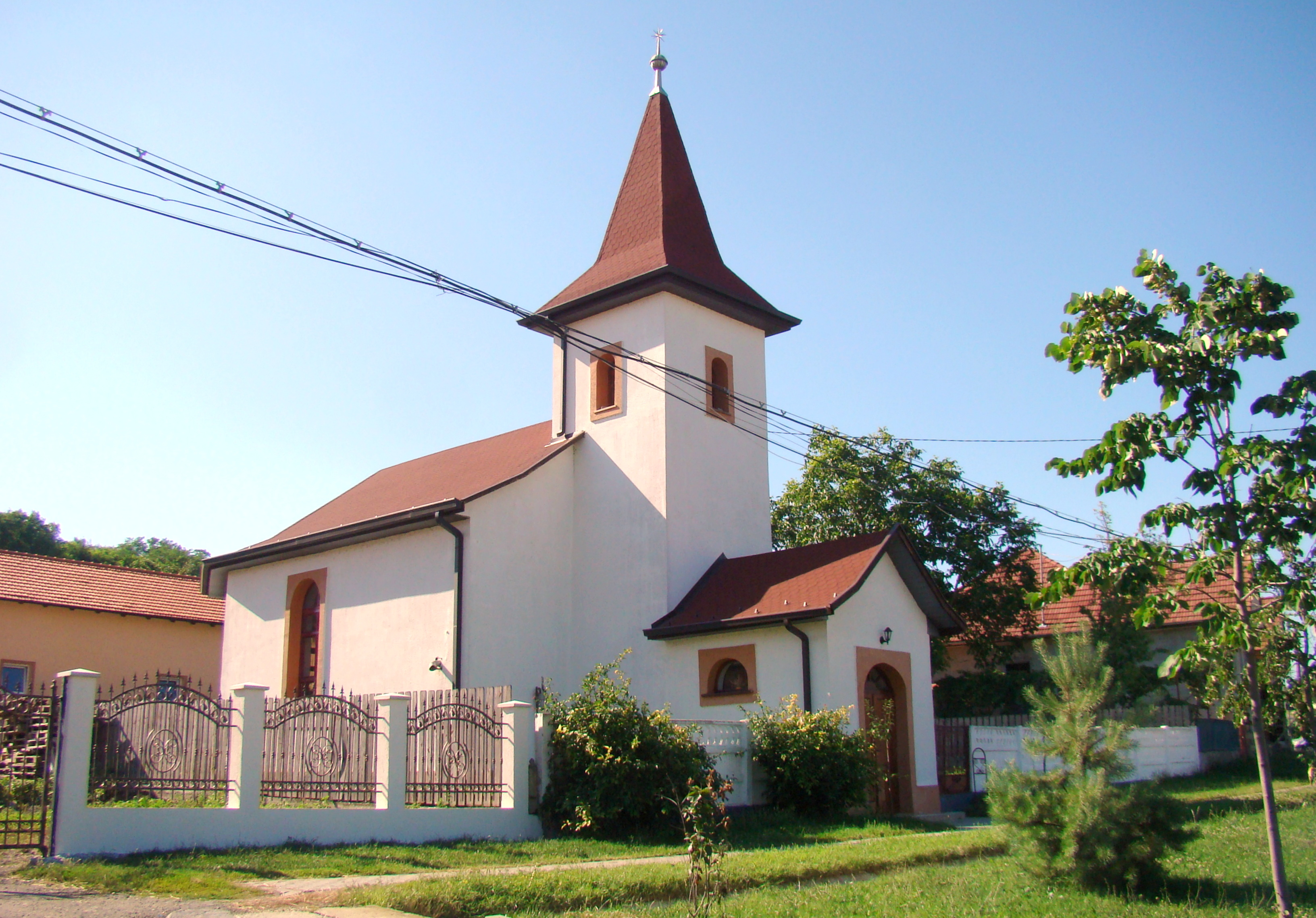
Reformierte Kirche in Zau de Câmpie
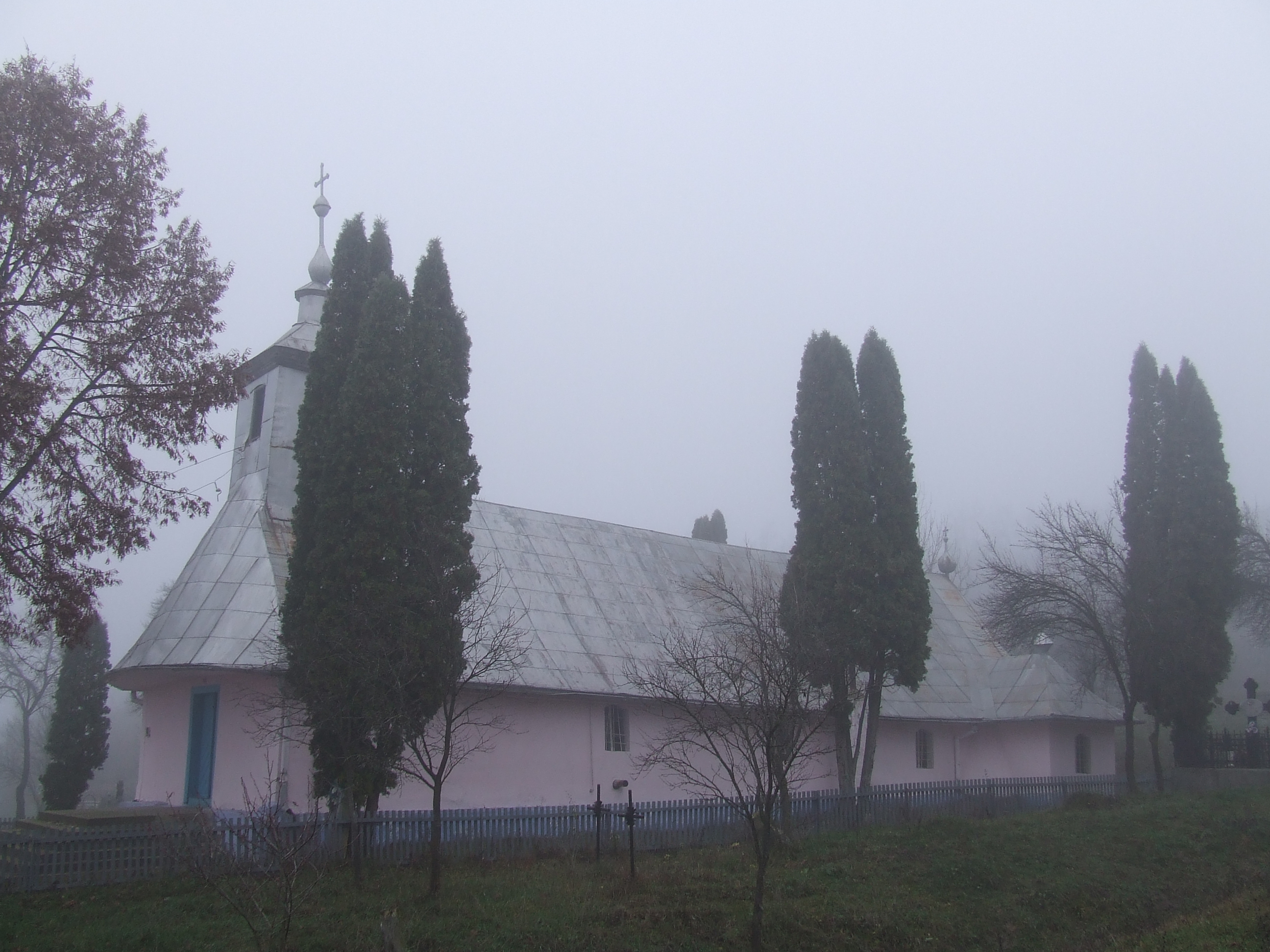
Holzkirche in Bărboși
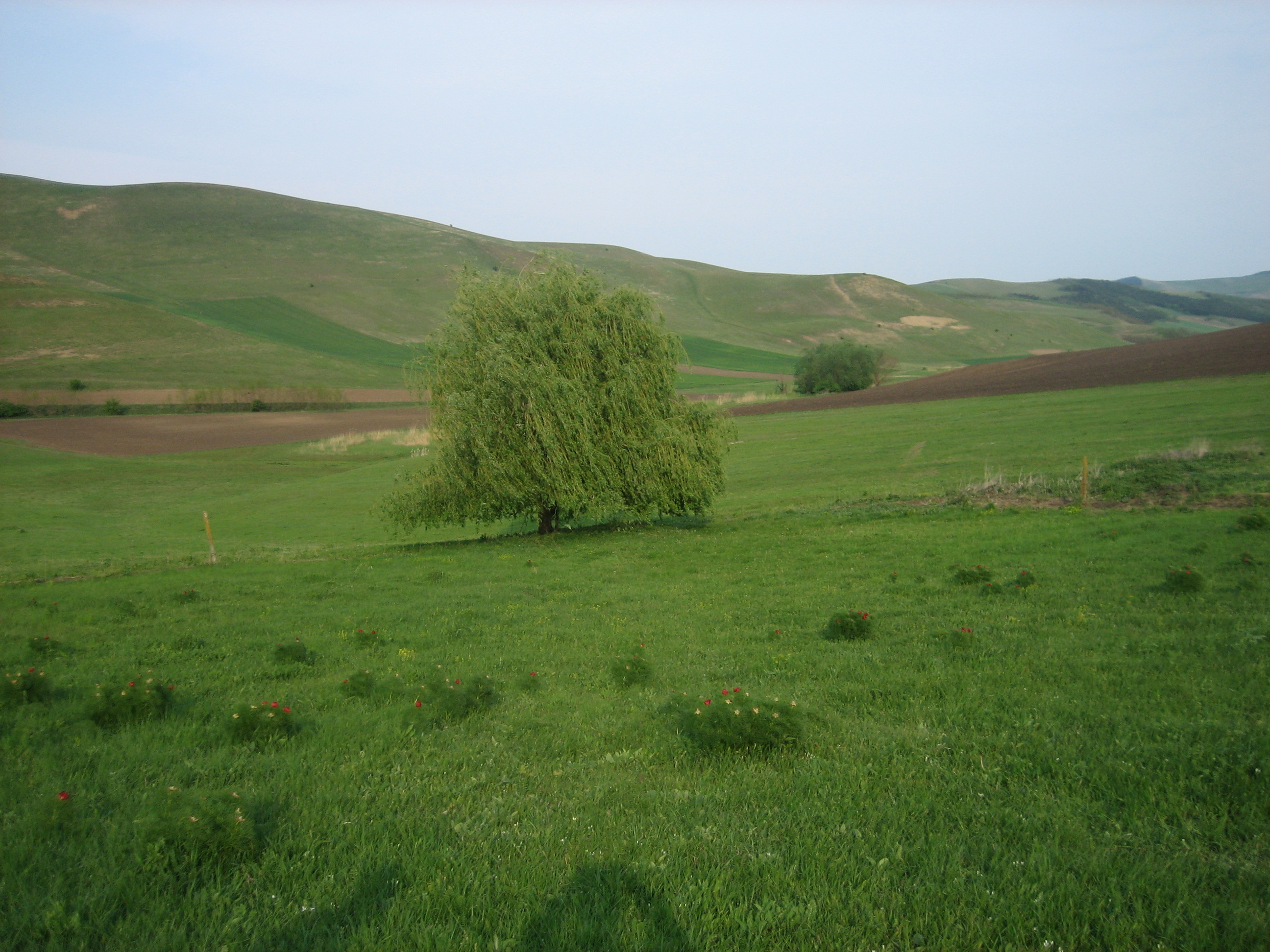
Naturschutzgebiet der „Fremde Pfingstrose“